# Shalstone
Shalstone är en ort och civil parish i Storbritannien.   Den ligger i kommunen Buckinghamshire och riksdelen England, i den södra delen av landet, 90 km nordväst om huvudstaden London. Shalstone ligger 123 meter över havet och antalet invånare är 117.
Terrängen runt Shalstone är platt. Runt Shalstone är det ganska tätbefolkat, med 199 invånare per kvadratkilometer. Närmaste större samhälle är Banbury, 19,4 km väster om Shalstone. Trakten runt Shalstone består till största delen av jordbruksmark.